# Prison d'État de l'East Jersey
East Jersey State Prison
La prison d'État d'East Jersey (en anglais : East Jersey State Prison) est une prison américaine de l’État du New Jersey. Fondée en 1896 sous le nom de prison d'État de Rahway (Rahway State Prison) ou plus communément Rahway.
La prison située à Avenel, au nord de l'État, est toujours en fonctionnement au début du XXIe siècle et sa capacité est de 1 900 prisonniers. Elle est classée comme établissement de sécurité maximum.

## Détenus notables
- Rubin Carter

## La prison dans la culture

### Télévision
- 1978 : Scared Straight!, documentaire filmé dans la prison, ayant remporté un Oscar
- 2010 : Boardwalk Empire : l'agent Nelson Van Alden menace d'incarcérer un témoin dix ans à Rahway s'il n'obtient pas certaines informations.

### Cinéma
- Le film Haute Sécurité (1989) avec Sylvester Stallone y a en partie été tourné.

## Sources
- (en) Cet article est partiellement ou en totalité issu de l’article de Wikipédia en anglais intitulé « East Jersey State Prison » (voir la liste des auteurs).